# Dipoena esra
Dipoena esra là một loài nhện trong họ Theridiidae.
Loài này thuộc chi Dipoena. Dipoena esra được Herbert Walter Levi miêu tả năm 1963.